# كاليرويغا
بلدية كاليرويغا (بالإسبانية: Caleruega)‏, هي إحدى بلديات مقاطعة برغش, التي تقع في منطقة قشتالة وليون, والتي تقع في شمال غرب إسبانيا.
يبلغ عدد سكانها 424 نسمة وفقاً لإحصائية سنة (2002).

## أعلام
- دومينيك دو غوزمان